# Copa Paz del Chaco 1999
Copa Paz del Chaco 1999 – mecz towarzyski o puchar Paz del Chaco odbył się po raz dziesiąty w 1999 roku. W spotkaniu uczestniczyły zespoły: Paragwaju i Boliwii.

## Mecze
| 3 listopada Asunción |  | Paragwaj | 0 | - | 0 | Boliwia |

Żaden zespół nie został triumfatorem turnieju Copa Paz del Chaco 1999.